# Trichorhina acuta
Trichorhina acuta är en kräftdjursart som beskrevs av Paulo Agostinho de Matos Araujo och Buckup 1994. Trichorhina acuta ingår i släktet Trichorhina och familjen myrbogråsuggor. Inga underarter finns listade i Catalogue of Life.